# ساکمار
ساکمار (به مجاری:  Szakmár) یک منطقهٔ مسکونی در مجارستان است که در ناحیه کالوچا واقع شده‌است. ساکمار ۷۴٫۶۴ کیلومتر مربع مساحت و ۱٬۱۹۴ نفر جمعیت دارد.